# Hou-csi

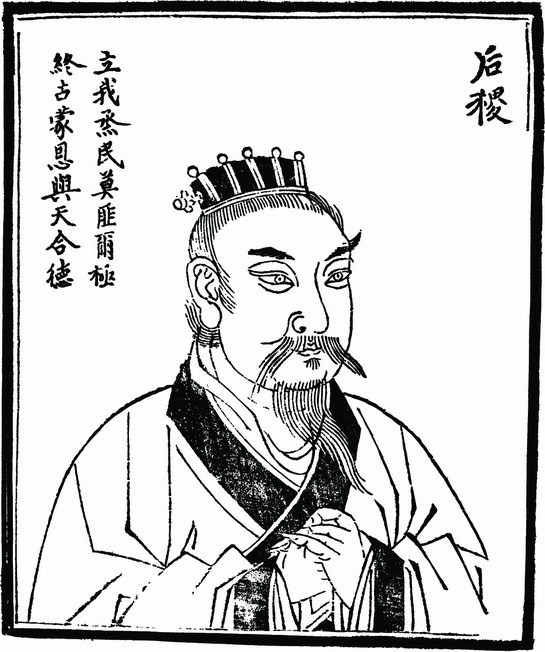
Hou-csi (Houji) portréja

Hou-csi (Houji) (magyarul: Kölesherceg, vagy Gabonaherceg) legendás személy, kultúrhérosz a Kína történeti korszakát megelőző, öt császár korában és az ókori kínai mitológiában, a Csou (Zhou)-dinasztiát megalapító csou (zhou) törzs isteni őse.

## Nevei, származása
A fennmaradt források Hou-csi (Houji) származásával kapcsolatban többféle változatot is tartalmaznak. A legarchaikusabb legendaváltozat szerint anyja, a ju-taj (youtai) törzsből ju-tai-si (youtaishi) 有邰氏) származó Csiang Jüan (Jiang Yuan) 姜嫄 vagy 姜原), Ku császár egyik felesége egyszer a mezőn járva a Legfelsőbb Úrnak a lábnyomába lépett, s így fogant meg Hou-csi (Houji)val. A későbbi, kevésbé mitikus változat szerint Hou-csi (Houji) egyszerűen csak Ku császár negyedik fia, aki Sárga Császár egyenesági leszármazottja.
Gyakorta említik még a Csi (Qi) 棄 / 弃 néven is, melynek jelentése „az, akit elhagytak”. Ezt a nevét úgy magyarázták, hogy Hou-csi (Houji)t gyermekkorában az anyja többször megpróbálta elhagyni, elveszejteni, de háziállatok, favágók vagy épp madarak minden alkalommal megmentették őt. A Dalok könyvének 245. éneke Hou-csi (Houji)t magasztalja, melyben ekként örökítették meg gyermekkori tragédiáját:

„Kitették a fiut keskeny útra:

marhák, juhok lábuk közt táplálták;

kitették a síkság erdejébe:

ottan erdő-irtók megtalálták;

kitették a síkos, fagyos jégre;

betakarták a madárkák...”

Van, hogy csak egyszerűen Csi (Ji) 稷, „A Köles”-ként hivatkoznák rá, de miután a csou (zhou) között kialakult az ősatya kultusza gyakran Csou Csi (Zhou Qi) 周棄, „A Csou (Zhou)-béli elhagyott” néven említik.

## Alakja, legendái
A legendák szerint Hou-csi (Houji)nak már gyermekként is jelentette a legnagyobb örömöt, ha kendert és babot vethetett. Amikor felnőtt földműveléssel kezdett foglalkozni, és munkája nyomán mindig bő termés lett. Jao (Yao) császár is hírét vette tehetségének, meghívta udvarába, és megtette őt a földművelés felügyelőjének. Más legendaváltozatok szerint tehetségére Sun (Shun) császár és Nagy Jü (Yü) idején figyeltek fel. A halál is földművelés közben érte.
A Dalok könyve dalai nyomán arra lehet következtetni, hogy csou (zhou)k aszály és szárazság idején ugyanúgy imádkoztak hozzá, mint Sang-ti (Shangdi)hoz. Hou-csi (Houji) tehát alakja lényegét tekintve az a kultúrhérosz, aki megtanította az embernek, hogyan kell kalászos haszonnövényeket ültetni. Ebben a tekintetben rokonságot mutat Sen-nung (Shennong)gal, aki feltételezhetően a Sang-Jin (Shang-Yin)-dinasztiát megalapító jin (yin) törzsek földművese istene lehetett. Hou-csi (Houji) alakját pedig minden bizonnyal az állattenyésztésről a földművelésre áttért csou (zhou)k alkották meg, miután letelepültek.